# Memoriale della pace di Hiroshima
Il Memoriale della pace (原爆ドーム?, Genbaku Domu, lett. "Cupola della bomba atomica") è un sito appartenente dal 1996 alla lista dei Patrimoni dell'umanità dell'UNESCO che si trova a Hiroshima, in Giappone. Lo scheletro della cupola distrutta dalla bomba atomica si erge a ultima testimonianza dell'inumanità della guerra.

## Storia
L'edificio, formato da tre piani e costruito con mattoni e malta, venne progettato dall'architetto ceco Jan Letzel e la sua costruzione terminò nell'aprile 1915. Il palazzo fu destinato a ospitare la fiera commerciale della prefettura di Hiroshima. Esso cambiò nome varie volte, ma ebbe sempre scopi prettamente commerciali.
Il 6 agosto 1945, l'esplosione nucleare avvenne a pochissima distanza dall'edificio, che fu la struttura più vicina fra quelle che resistettero alla bomba. Questa costruzione rimase nello stesso stato in cui si trovava subito dopo l'attacco atomico e viene oggi utilizzata come un monito a favore dell'eliminazione di ogni arsenale nucleare e un simbolo di speranza e pace.